# مجزرة ماجر
مجزرة ماجر هى مجزرة ارتكبتها طائرات حلف شمال الأطلسي حينما أغارات على حى سكنى بقرية ماجر جنوب مدينة زليتن الليبية ليلة الإثنين الثامن من رمضان 1432هـ الموافق 8 من آب/أغسطس 2011م نتج عنها مقتل 36 مدنياً بينهم 8 أطفال.